# Delta Ursae Majoris
Delta Ursae Majoris (δ Ursae Majoris, viết tắt là Delta Uma, δ UMA) tên gọi chính thức Megrez /ˈmiːɡrɛz/, là một ngôi sao ở chòm sao quanh cực phương bắc là Đại Hùng. Với cấp sao biểu kiến là 3,3, nó là ngôi sao mờ nhất trong bảy ngôi sao trong khoảnh sao Bắc Đẩu. Các đo đạc thị sai đem lại ước tính khoảng cách 80,5 năm ánh sáng (24,7 parsec) từ Mặt Trời.

## Thuộc tính sao

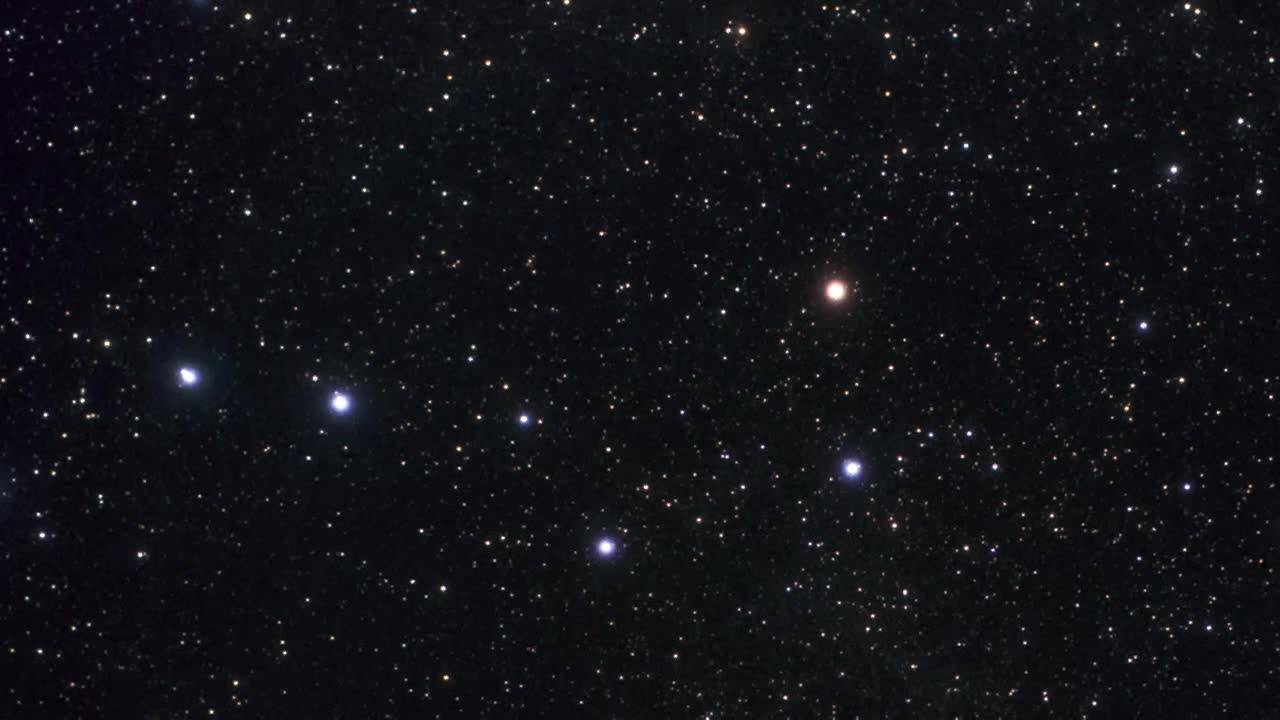
Bắc Đẩu với Delta Ursae Majoris.

Delta Ursae Majoris có khối lượng lớn hơn 63% so với Mặt Trời và gấp khoảng 1,4 lần bán kính của Mặt Trời. Nó là ngôi sao thuộc nhóm A3 V, nghĩa là nó là một sao dãy chính loại A đang tạo ra năng lượng ở lõi của nó thông qua phản ứng tổng hợp hạt nhân của hydro. Nó tỏa sáng gấp 14 lần độ sáng của Mặt Trời, với năng lượng này được phát ra từ lớp vỏ ngoài của nó ở nhiệt độ hiệu dụng là 9,480 K. Điều này mang lại cho nó màu sắc trắng đặc trưng của một ngôi sao loại A.
Ngôi sao này có lượng phát xạ hồng ngoại quá mức, cho thấy sự hiện diện của vật chất bao quanh sao. Điều này tạo thành một đĩa mảnh vụn xung quanh bán kính quỹ đạo khoảng 16 đơn vị thiên văn từ ngôi sao. Bán kính này nhỏ bất thường đối với tuổi ước tính của đĩa, điều này có thể được giải thích bằng lực cản từ hiệu ứng Poynting-Robertson khiến bụi xoắn vào bên trong.
Nó có hai sao đồng hành mờ nhạt, một sao cấp 10 và một sao cấp 11, cả hai đều có sự chia tách góc 2 phút cung từ ngôi sao chính.
Delta Ursae Majoris là một thành viên nằm ngoài rìa của nhóm di chuyển Đại Hùng, một quần hợp sao của các ngôi sao có chung một chuyển động trong không gian và có khả năng hình thành trong cùng một đám mây phân tử. Các thành phần vận tốc không gian của Delta Ursae Majoris trong hệ tọa độ thiên hà là [U, V, W] = [+15,35, +1,17, -11,52] km s−1.

## Danh pháp

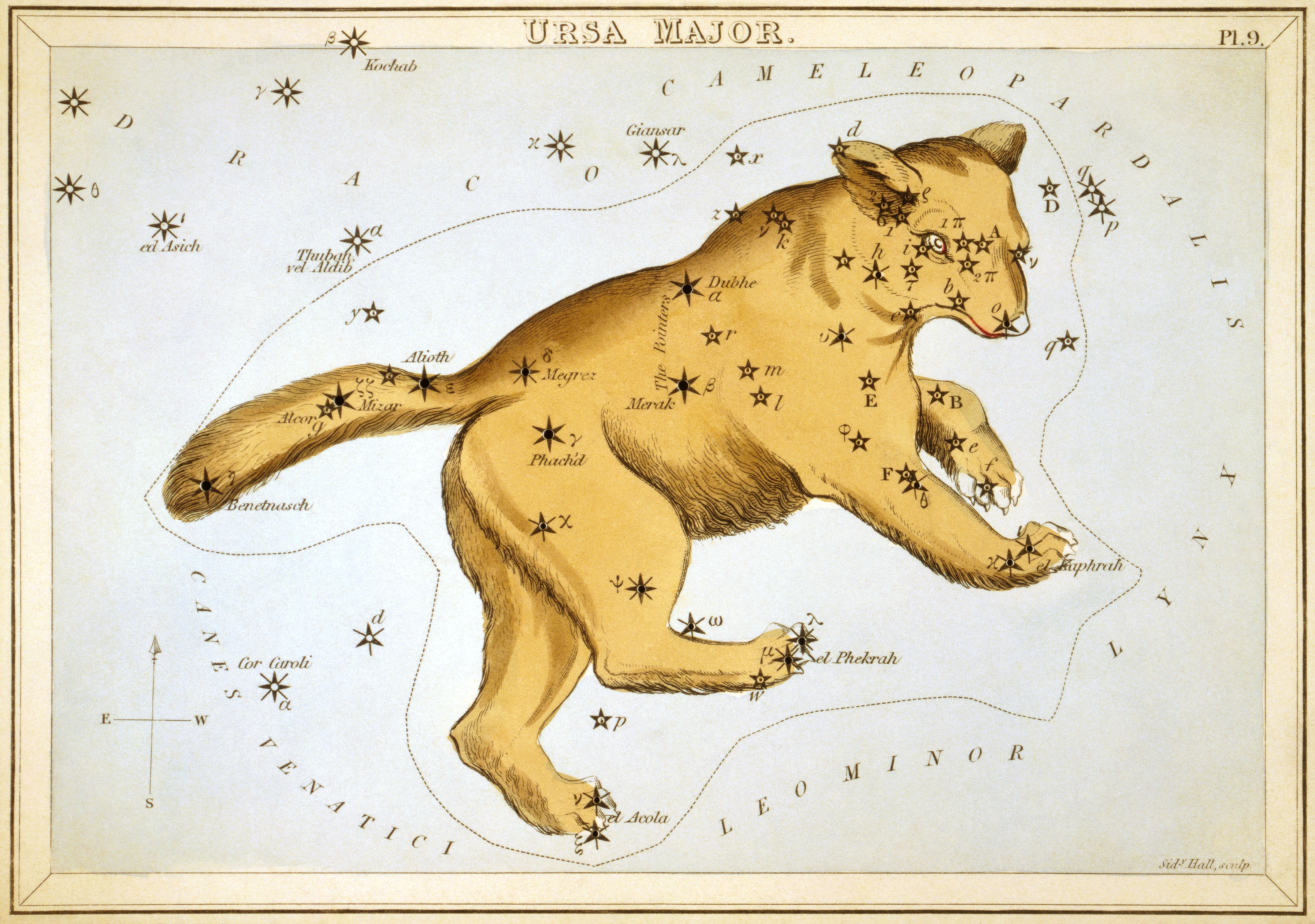
Tiêu bản trong sách của Sydney Hall mô tả các ngôi sao của Đại Hùng.

δ Ursae Majoris (được Latin hóa thành Delta Ursae Majoris) là định danh Bayer của ngôi sao này.
Nó mang tên gọi truyền thống Megrez /ˈmɛɡrɛz/ và tên gọi lịch sử Kaffa. Megrez xuất phát từ tiếng Ả Rập: المغرز al-maghriz nghĩa là 'khấu [đuôi gấu]'. Paul Kunitzch đã không thể tìm thấy bất kỳ manh mối nào về nguồn gốc của tên gọi Kaffa, xuất hiện trong một ấn phẩm năm 1951, Atlas Coeli (Tập bản đồ bầu trời của Skalnaté Pleso, Atlas Coeli Skalnaté Pleso) của nhà thiên văn học người Séc Antonín Bečvář.
Người Hindu biết ngôi sao này là Atri, một trong thất hiền.
Trong thiên văn học Trung Quốc, 北斗  (Běi Dǒu, Bắc Đẩu), là một phần của Tử Vi viên, nói đến một khoảnh sao tương đương với nhóm sao Bắc Đẩu (Gàu sòng, Gấu lớn). Do đó, tên tiếng Trung của Delta Ursae Majoris là 北斗四  (Běi Dǒu sì, Bắc Đẩu tứ) và 天權  (Tiān Quán, Thiên Quyền).

## Tên ăn theo
USS Megrez (AK-126) là tàu chở hàng lớp Crater của Hải quân Hoa Kỳ được đặt theo tên của ngôi sao.